# 阮玉瑞慎
平盛公主阮玉瑞慎（越南语：／；1829年4月9日—1907年1月29日），字若懿（越南语：／），號芝畹（越南语：／），越南阮朝明命帝第三十一女，生母貴人黎氏祿。

## 生平
明命十年三月六日（1829年4月9日），阮玉瑞慎在順化皇城出生。嗣德四年（1851年），公主23歲，下嫁駙馬都尉胡旛（Hồ Phan）。嗣德二十二年（1869年），嗣德帝封瑞慎為平盛公主。成泰十八年十二月十六日（1907年1月29日），公主去世，享年七十八歲，諡號不詳，葬於承天府香水縣居正總楊春社（今屬承天順化省香水市社）。